# Wilfred Noy
Wilfred Noy, nato Wilfred Noy Blumberg (Londra, 24 dicembre 1883 – Worthing, 29 marzo 1948), è stato un regista, attore, sceneggiatore e produttore cinematografico britannico.
Molto attivo nell'epoca del cinema muto, diresse quasi cento e cinquanta film tra corto e lungometraggi nel periodo che va dal 1910 e il 1936. Tra il 1924 e il 1939, apparve come attore in circa una ventina di pellicole.
Era lo zio dell'attore Leslie Howard, che fece nel 1914 il suo esordio sullo schermo proprio in un film da lui diretto, The Heroine of Mons.

## Filmografia

### Regista

#### 1910
- A Woman's Folly - cortometraggio (1910)
- Daddy's Little Didums Did It - cortometraggio
- Dr. Brian Pellie, Thief and Coiner - cortometraggio
- Father and Son - cortometraggio (1910)
- Parted to Meet Again - cortometraggio
- The Jealous Cavalier - cortometraggio

#### 1911
- A False Friend - cortometraggio (1911)
- A Miraculous Recovery
- A Sailor's Bride
- A Soldier and a Man
- A Sporting Offer
- Daddy's Didums and the Tale of the Tailor
- Daddy's Didums and the Umbrella
- Daddy's Little Didums and the New Baby
- Didums and the Bathing Machine
- Didums and the Christmas Pudding
- Didums and the Haddock
- Dr. Brian Pellie and the Bank Robbery
- Dr. Brian Pellie and the Baronet's Bride
- Her Guardian (1911)
- Lady Lucy Runs Away
- Maud
- The Coward
- The Finger of Fate
- The Lure of London
- The Sergeant's Daughter
- The Sisters
- The Strike Leader

#### 1912
- A Rough Diamond - cortometraggio
- An Afrikander Girl
- At the Hour of Three
- Business Is Business
- Didums and a Policeman  - cortometraggio
- Didums and the Monkey  - cortometraggio
- Didums as an Artist - cortometraggio
- Didums at School - cortometraggio
- Didums on His Holidays - cortometraggio
- Dr. Brian Pellie and the Secret Dispatch - cortometraggio
- Dr. Brian Pellie and the Spanish Grandees - cortometraggio
- Dr. Brian Pellie Escapes from Prison - cortometraggio
- Foiled by a Girl - cortometraggio
- For Her Mother's Sake - cortometraggio
- Lorna Doone (corto)
- Norah's Debt of Honour - cortometraggio
- Partners (1912)
- Sharp Practice - cortometraggio
- The Eye of the Idol - cortometraggio
- The Flooded Mine - cortometraggio
- The Forced Confession - cortometraggio
- The Gamekeeper's Revenge - cortometraggio
- The New Housekeeper - cortometraggio

#### 1913
- A Strong Man's Love - cortometraggio
- An Ape's Devotion - cortometraggio
- Behind the Scenes - cortometraggio
- Coming Home - cortometraggio
- Clarendon Speaking Pictures - cortometraggio
- Daddy's Didums and the Box Trick - cortometraggio
- Dagobert the Jester - cortometraggio
- Dr. Brian Pellie and the Wedding Gifts - cortometraggio
- Face to Face - cortometraggio
- Freda's Photo - cortometraggio
- Gigantic Marionettes - cortometraggio
- Here She Goes and There She Goes - cortometraggio
- Kind Hearts Are More Than Coronets - cortometraggio
- King Charles - cortometraggio
- Mr. Pickwick in a Double Bedded Room - cortometraggio
- Mrs. Corney Makes Tea - cortometraggio
- Phil Blood's Leap - cortometraggio
- Pickwick Versus Bardell - cortometraggio
- The Gardener's Daughter - cortometraggio
- The Hand of a Child - cortometraggio
- The Little Vulgar Boy - cortometraggio
- The Pride of Battery B - cortometraggio
- The Convent Gate - cortometraggio
- The House of Mystery - cortometraggio

#### 1915
- In the Blood  (1915)

#### 1916
- Honour Among Thieves
- A Princess of the Blood
- The Queen Mother
- The Five Wishes
- The Little Breadwinner
- More to Him Than Life
- It's Always the Woman
- The New Girl
- The Little Damozel
- The Interrupted Honeymoon (1916)
- Betty's Night Out
- All Through Betty
- On the Banks of Allan Water (1916)

#### 1917
- The Lost Chord (1917)
- Home Sweet Home (1917)
- Sister Susie's Sewing Shirts for Soldiers (1917)
- Asthore
- A Master of Men

#### 1923
- Rogues of the Turf
- The Temptation of Carlton Earle
- Little Miss Nobody (1923)

#### 1927
- Eager Lips (1927)

### Attore
- L'ombra di Washington (Janice Meredith), regia di E. Mason Hopper (1924)
- L'intruso (Interference), regia di Lothar Mendes e Roy Pomeroy (1928)
- The Doctor's Secret, regia di William C. de Mille (1929)
- The Careless Age, regia di John Griffith Wray (1929)
- Amore di domani (Lilies of the Field), regia di Alexander Korda (1930)
- Strictly Unconventional, regia di David Burton (1930)
- The Flirting Widow, regia di, non accreditato, William A. Seiter (1930)
- La moglie bella (Let Us Be Gay), regia di Robert Z. Leonard (1930)
- Against the Rules, regia di Arch Heath - cortometraggio (1931)
- Transgression, regia di Herbert Brenon (1931)
- L'amante (Possessed), regia di Clarence Brown (1931)
- Ingratitudine (Emma), regia di Clarence Brown (1932)
- Proibito (Forbidden), regia di Frank Capra (1932)
- The Barton Mystery
- Going Gay
- Menace, regia di Adrian Brunel (1934)
- Talking Feet, regia di John Baxter (1937)
- The Body Vanished, regia di Walter Tennyson (1939)